# Leptotogea lateromacula
Leptotogea lateromacula är en stekelart som beskrevs av Heinrich 1968. Leptotogea lateromacula ingår i släktet Leptotogea och familjen brokparasitsteklar. Inga underarter finns listade i Catalogue of Life.